# Five Nights at Freddy's 2
Five Nights at Freddy's 2 är ett indie-, strategi- och skräckspel som släpptes första gången 11 november 2014, skapat av spel- och grafikdesignern Scott Cawthon. Spelet finns till Microsoft Windows, Android och IOS. Spelet är en uppföljare till det första spelet, Five Nights at Freddy's, men själva handlingen utspelar sig före händelserna i första spelet, vilket gör det till en prequel. Spelet utspelar sig 1987 i Freddy Fazbears Pizza. Första spelet utspelade sig 1993.
Spelet har två uppföljare, Five Nights at Freddy's 3 och Five Nights at Freddy's 4: The Final Chapter.

## Om spelet
Precis som i första spelet går det ut på att förhindra att animatroniska varelser kommer in i kontoret och dödar spelaren. Men istället för Mike Schmidt får man spela som Jeremy Fitzgerald.  Man spelar som Jeremy natt 1-6 men natt 7 (Custom Night) spelar man som Fritz Smith. Även detta spel utspelar sig i Freddy Fazbear's Pizza. Man använder inte dörrar, utan istället en mask som liknar Freddy Fazbear. Masken används för att lura de animatroniska varelserna att spelaren är en av dem. Man måste ha koll på 10 animatroniska varelser istället för 4.
Spelet har också en sjätte natt och en Custom Night. När man har kommit till Custom Night får man göra 10 olika utmaningar för att överleva nätterna, med olika svårighetsgrader. Om man klarar en utmaning får man en liten present, vilket present man får beror vilken utmaning man klarar.
Detta spel är det första i hela Five Nights at Freddy's-serien som har minispel som kan inträffa när man dör en natt.
Det går, precis som det första spelet, ut på att klara sig från midnatt till klockan 6 (6 minuter och 48 sekunder i realtid, 68 sekunder är en timme).

### Överlevnad
De animatroniska varelserna kan komma från tre olika håll, en mörk korridor och två mörka ventilationsrör. Spelaren har en ficklampa med begränsat batteri för att titta in i korridoren, man ser in i korridoren med hjälp av knappen Ctrl. Med samma ficklampa kan spelaren kolla in i övervakningskamerorna, eftersom det är ganska mörkt i restaurangen. Högst upp till vänster finns en mätare som visar hur mycket batteri man har kvar i ficklampan. Ibland går det inte att lysa in i korridoren. När detta inträffar betyder det att någon animatronisk varelse håller på att förflytta sig dit eller därifrån. Spelaren blir också tvungen att dra upp en speldosa i övervakningskamerorna för att förhindra att en animatronisk varelse kallad The Puppet kommer och avslutar spelet 

#### Ventilationsrören
Varje gång en animatronisk varelse förflyttar sig i ventilationsrören kan man höra den krypa där inne. Om spelaren upptäcker att t.ex. Toy Chica är i rören och man kan se henne från kontoret måste spelaren sätta på sig Freddymasken och vänta tills det hörs samma ljud, vilket kan betyda att hon lämnat kontoret. Men spelaren måste vara försiktig, det första ljud spelaren hör behöver inte vara Toy Chica som lämnar kontoret, det kan även vara en annan animatronisk varelse som kryper i det andra ventilationsröret. Efter att man hör ett ljud i ventilationsrören bör man kolla för säkerhets skull om Toy Chica lämnat röret, om hon inte har lämnat röret så upprepa.
Om spelaren ser en animatronisk varelse i rören från kontoret är det ingen stress med att sätta på Freddymasken. Spelaren får bara inte gå till övervakningskamerorna förrän den är borta, och för att få bort den måste man använda Freddymasken.

##### Air Vent Lights
Spelaren har även två lampor (liknande dem i det första spelet) så att man kan kolla i ventilationsrören, dessa lampor har inget batteri utan de går på ström från elnätet. Dessa lampor används för att se om animatroniska varelser är väldigt nära spelaren. Man kan bara använda en lampa i taget.

### Animatroniska varelser
De nya animatroniska varelserna är:
- Toy Freddy
- Toy Bonnie
- Toy Chica
- Toy Foxy (oftast kallad för Mangle)
- Balloon Boy (förkortat BB)
- The Puppet

Och de från förra spelet, som fortfarande är med:
- Withered Freddy Fazbear
- Withered Bonnie
- Withered Chica
- Withered Foxy
- Withered Golden Freddy
- Shadow Bonnie
- Shadow Freddy (Nightmare)

Dessa djur försöker att döda spelaren. Golden Freddy är nu en figur i spelet till skillnad från första spelet, men beter sig fortfarande som ett spöke. Golden Freddy dyker först upp den sjätte natten. Det går att ändra hans svårighetsgrad i Custom Night.  
Toy Freddy, Toy Bonnie, Toy Chica och Toy Foxy är nya animatroniska djur och arbetar i Freddy Fazbear's pizza (dock inte Toy Foxy). Balloon Boy och Puppet tillhör dessa.
Anledningen till att Toy Foxy blir kallad för Mangle är för att hon är väldigt förstörd i utseendet, efter att barn har lekt med henne, rivit av hennes kostym och lekt med hennes robotskelett. Men det har även gjort att hon kan hålla sig fast på tak och liknande. 
Freddy, Chica, Bonnie, Foxy och Golden Freddy är de gamla modellerna av de animatroniska djuren, de arbetade på en äldre Freddy Fazbear's Pizza, men blev borttagna och de nya modellerna tog över. Alla deras robotkostymer är slitna så att man kan se liten del av deras robotskelett, och några av djuren har även förlorat kroppsdelar. Bonnie har inget "skinn" i sitt ansikte, vilket gör att man kan se Bonnies skeletthuvud, och han har bara en arm. Chica har ett förstorat gap och ett käke som inte går att stänga och inte heller några händer. Foxy och Freddy är minst skadade av alla, de två har inte förlorat någon kroppsdel men deras kostymer är slitna.

#### The Puppet
Spelaren är tvungen att dra upp en speldosa för att förhindra The Puppet att smita och döda spelaren. Det görs i övervakningskamera CAM 11 i Prize Corner. I början av första natten behöver spelaren inte dra upp speldosan, men en stund efter att Phone Guy nämner det i telefonsamtalet måste man göra det. Varje natt spelaren klarar blir speldosan svårare att hålla uppe, vilket betyder att man oftare måste gå till CAM 11 och dra upp speldosan. Man kan höra speldosan spela musik. När den musiken slutar börjar låten "Pop! Goes the weasel" spelas och det betyder att The Puppet har tagit sig ur lådan för att attackera spelaren.
Längst ner till höger kommer det att visas ett utropstecken om The Puppet håller på att smita, först ett orange och sedan ett rött utropstecken. När detta inträffar bör spelaren dra upp speldosan, annars rymmer Puppet och kommer så småningom att avsluta spelet. The Puppet är en av två animatroniska varelser som ignorerar Freddymasken helt (den andra är Foxy)
The Puppet är en svart och vit lång animatronisk varelse som är baserad på Gubben i lådan.

#### Withered Foxy
Spelaren blir också tvungen att ha bra koll på Foxy, som använder korridoren för att komma till spelaren. Spelaren förhindrar att Foxy attackerar genom att lysa på honom med ficklampan, om man inte gör det tillräckligt mycket kommer Foxy att attackera spelaren och avsluta spelet. Om man lyser på Foxy tillräckligt mycket kommer han så småningom att lämna korridoren, men kommer senare tillbaks. Foxy är en av två animatroniska varelser som helt ignorerar Freddymasken (den andra är The Puppet).
När man lyser på Foxy, ska man inte hålla in Ctrl, utan trycka på Ctrl snabbt flera gånger.
Ibland behöver inte spelaren lysa på Foxy eftersom många animatroniska varelser kommer in i kontoret och spelaren måste använda Freddymasken. Ibland händer det Foxy attackerar spelaren direkt efter spelaren kan ta av Freddymasken.
Parts/Service (övervakningskamera CAM 08) är det enda övervakningskamera där man se Foxy. Parts/Service är även Foxys startplats tillsammans med alla andra gamla animatroniska djur. Foxy är en rävhanne.

#### Balloon Boy
Balloon Boy (förkortat BB) är den enda animatroniska varelsen i spelet som inte attackerar spelaren, istället förhindrar han att spelaren kan använda lampor, inte ens ficklampan fungerar. Balloon Boy hjälper Foxy att attackera spelaren utan att spelaren lyser på honom. Balloon Boy säger "Hi", "Hello" eller skrattar varje gång han förflyttar sig. Balloon Boy använder den vänstra ventilationsröret för att komma till spelaren. Om spelaren ser BB i ventilationsröret från kontoret får spelaren inte gå till övervakningskamerorna, annars kommer BB att vara i kontoret och spelaren kan inte använda lamporna. Om spelaren ser BB i ventilationsröret från kontoret måste spelaren använda Freddymasken och vänta på att det hörs ljud i ventilationsrören som kan betyda att BB lämnat kontoret. BB är inget djur, utan en animatronisk ung pojke som håller i en ballong.

#### Toy Freddy, Toy Chica och Toy Bonnie
Toy Freddy, Toy Chica och Toy Bonnie startar nätterna stående bredvid varandra i Show Stage i övervakningskamera CAM 09 (ungefär som på första spelet). Den första natten är de mest aktiva av alla. Bonnie använder det högra ventilationsröret för att komma till spelaren, Toy Chica det vänstra och Toy Freddy korridoren.

##### Toy Freddy
Om Toy Freddy är i korridoren kan man se honom med hjälp av ficklampan genom att trycka på knappen Ctrl. När Toy Freddy är i korridoren kan spelaren sätta på Freddymasken för att hindra honom att komma in i kontoret. Om spelaren går bort från övervakningskamerorna, eller om Toy Freddy tvingar bort övervakningskamerorna och spelaren ser att Toy Freddy står i kontoret samtidigt som ljuset i kontoret flimrar bort (precis som hos dem gamla Freddy, Chica och Bonnie) måste spelaren sätta på sig Freddymasken riktigt snabbt, för att förhindra Toy Freddy att attackera och avsluta spelet. Spelaren kommer att ha knappt en sekund på sig att sätta på sig masken. Om spelaren gör det på rätt sätt kommer Toy Freddy att vara borta för tillfället och ljuset i kontoret kommer tillbaka. Toy Freddy är för övrigt en björnhanne.

##### Toy Chica
På Show Stage kan man se att Toy Chica har ögon och näbb, men så fort hon lämnar Show Stage har hon tagit bort sin näbb och sina ögon vilket gör att man kan se robotskelettets tänder och ögon. Om spelaren ser Toy Chica i det vänstra ventilationsröret från kontoret får spelaren inte gå till övervakningskamerorna, om spelaren är för länge i övervakningskamerorna kommer Toy Chica att attackera spelaren och avsluta spelet. Istället bör spelaren sätta på Freddymasken och vänta tills det hörs rörelser i ventilationsrören som kan betyda att Toy Chica lämnat kontoret. Hon kommer så småningom tillbaks. Ibland kan man se Toy Chica i korridoren. Det betyder inte att Toy Chica kommer att attackera spelaren, eftersom Toy Chica använder endast det vänstra ventilationsröret för att komma till spelaren.
Toy Chica är en kycklinghona.

##### Toy Bonnie
Samma sak som för Toy Chica gäller Toy Bonnie, men istället när man sätter på Freddymasken kommer ljuset i kontoret att flimra bort (precis som hos gamla Freddy, Bonnie och Chica och Toy Freddy), man kommer sedan kunna se Toy Bonnie glida från högra sidan av kontoret till mitten av kontoret. Sedan är Toy Bonnie borta för tillfället, ljuset i kontoret kommer till tillbaks och spelaren kan ta av Freddymasken och fortsätta sitt arbete.
Toy Bonnie är en harhanne.

#### Gamla Bonnie och Chica
Bonnie och Chica har ungefär samma beteenden som i första spelet. Bonnie använder det högra ventilationsröret för att komma till spelaren och Chica endast från det vänstra. Till skillnad från Toy Chica och Toy Bonnie kan man inte se om gamla Bonnie och Chica är i ventilationsrören från kontoret, utan där måste man vara mycket snabbare med sin mask. Om spelaren går bort från övervakningskamerorna, eller om Bonnie eller Chica tvingar bort övervakningskamerorna och spelaren ser att Bonnie eller Chica står i kontoret, samtidigt som ljuset i kontoret flimrar bort måste spelaren sätta på Freddymasken riktigt snabbt för att förhindra att Bonnie eller Chica avslutar spelet. Spelaren kommer att ha knappt en sekund på sig att sätta på sig masken.
Ibland kan det hända att Chica och Bonnie attackerar spelaren utan att kommit in i kontoret (kan även hända med gamla Freddy och Toy Freddy) utan att först tvinga bort övervakningskamerorna och stå i kontoret så att spelaren kan sätta på sig Freddymasken. Det inträffar om Bonnie eller Chica blir kollad för länge i övervakningskamerorna eller om spelaren fortfarande använder övervakningskamerorna efter att Bonnie och Chica förflyttat sig. Det kan hända till exempel när spelaren snurrar upp speldosan för en längre tid.
Gamla Bonnie, Chica och Freddy är riktigt aktiva animatroniska varelser (beror vilket svårighetsgrad den är på eller vilken natt det är) och kan lämna Part/Service (Bonnies och Chicas startplats) redan klockan 24 och besöka spelaren ungefär 3 gånger per timme.
Ibland kan spelaren se gamla Bonnie stå i korridoren. Det betyder inte att Bonnie kommer att attackera spelaren, eftersom Bonnie använder endast det vänstra ventilationsröret för att komma till spelaren. 
Bonnie är en harhanne och Chica en kycklinghona.

#### Gamla Freddy Fazbear
Freddy Fazbear startplats är Part/Service (övervakningskamera CAM 08 ) tillsammans med alla andra gamla animatroniska djur. Freddy kommer endast att dyka upp från korridoren.
Om spelaren går bort från övervakningskamerorna, eller om Freddy tvingar bort övervakningskamerorna och spelaren ser att Freddy står i kontoret, samtidigt som ljuset i kontoret flimrar bort måste spelaren sätta på Freddymasken riktigt snabbt för att förhindra att Freddy avslutar spelet. Spelaren kommer att ha knappt en sekund på sig att sätta på sig masken.
Ibland kan det hända att Freddy attackerar spelaren utan att kommit in kontoret (kan även hända med gamla Bonnie, gamla Chica och Toy Freddy), utan att först tvinga bort övervakningskamerorna och stå i kontoret så att spelaren kan sätta på sig Freddymasken. Det inträffar om Freddy blir kollad för länge i övervakningskamerorna eller om spelaren fortfarande använder övervakningskamerorna efter att Freddy förflyttat sig. Det kan hända till exempel när spelaren drar upp speldosan för en längre tid.
Ungefär som gamla Bonnie och Chica, är Freddy en riktigt aktiv animatronisk varelse (beror vilket svårighetsgrad han är på eller vilken natt det är) och kan lämna Part/Service (Freddys startplats) redan klockan 24 och besöka spelaren ungefär 3 gånger per timme.
Freddy Fazbear är en björnhanne.

#### Toy Foxy (Mangle)
Mangles startplats är Kid's Cove (övervakningskamera CAM 12). Mangle gör radiostörningar. Mangle använder det högra ventilationsröret för att komma till spelaren.
Spelaren behöver egentligen inte kolla i det högra ventilationsröret för att se om Mangle är där, eftersom Mangle gör radiostörningar. Om spelaren hör dessa radiostörningar i kontoret betyder det att Mangle är i det högra ventilationsröret nära kontoret. När det inträffar får spelaren inte gå till övervakningskamerorna för då kommer Mangle att flytta från ventilationsröret till taket av kontoret. När det inträffar får spelaren inte gå till övervakningskamerorna eftersom om spelaren är för länge framför kamerorna kommer Mangle att attackera spelaren från taket och avsluta spelet. Istället ska spelaren använda Freddymasken och vänta tills radiostörningarna inte hörs längre, vilket betyder att Mangle är borta.
Ibland kan spelaren se Mangle i korridoren. Det betyder inte att Mangle kommer att attackera spelaren, eftersom Mangle använder endast det högra ventilationsröret för att komma till spelaren.
Man är inte helt säker på vilket kön Mangle är, eftersom han benämndes som "han" av Phone Guy medan en av Custom Night utmaningarna är Mangle med i en utmaning som heter Ladies Night (översatt på svenska: Damernas natt) tillsammans med gamla Chica och Toy Chica. Man vet i alla fall att Mangle är en animatronisk räv.

#### Golden Freddy
Golden Freddy är nu en karaktär i spelet till skillnad från första spelet men beter sig dock fortfarande som ett spöke. Golden Freddy kommer inte att stänga spelet om han lyckas attackera spelaren. Det går att ändra hans svårighetsgrad i Custom Night. Golden Freddy blir först aktiv i spelet den sjätte natten. Golden Freddy har ingen speciell startplats i spelet och inget speciellt sätt att komma in i kontoret utan dyker upp slumpmässigt sittande i kontoret. Man kan dock ibland se Golden Freddys väldigt stora ansikte i korridoren.
Med Golden Freddy gäller det att man är väldigt bra med sin mask. Om spelaren ser Golden Freddy sittande i kontoret måste spelaren sätta på Freddymasken riktigt snabbt och vänta minst en sekund tills han tonar bort. Om spelaren inte hinner att sätta på masken i tid kommer Golden Freddy att attackera spelaren med sitt flygande huvud och avsluta spelet. Man kan inte heller sätta på masken och direkt ta av det igen eftersom då kommer Golden Freddy att attackera spelaren och avsluta spelet, utan man måste vänta ungefär en sekund innan man tar av den. Spelaren kommer att ha knappt en sekund på sig att sätta på sig masken när Golden Freddy är i kontoret.
Till skillnad från de andra animatroniska djuren blir spelaren inte tvungen att ha kvar masken och vänta till Golden Freddy försvinner efter att satt på den.
Om spelaren ser Golden Freddy i korridoren får spelaren inte slänga ljus på Golden Freddy mer än en gång (inte heller lysa på honom för länge), om spelaren gör det kommer Golden Freddys flygande huvud att attackera spelaren och avsluta spelet.
Golden Freddy kan endast dyka upp i kontoret när spelaren lämnar övervakningskamerorna.
Golden Freddy är en guldmodell av gamla Freddy Fazbear kallad Freadbear.

### Övervakningskamerorna
Det kan inträffa ett tekniskt fel (glitch) att spelaren använder Freddymasken samtidigt som spelaren använder övervakningskamerorna. När det inträffar kommer spelaren att inte kunna komma därifrån, varken Freddymasken eller övervakningskamerorna vilket gör spelaren försvarslös mot Foxy eftersom spelaren inte kan lysa på honom.
Ett annat tekniskt fel som kan inträffa är att knappen till för att lämna övervakningskamerorna försvinner, vilket betyder att spelaren inte kan återvända till kontoret vilket också gör spelaren försvarslös mot Foxy.

#### Lista över övervakningskameror uppsatta i pizzerian
| Övervakningskamera | Område                                    | Animatroniska varelser                                                                  |
| ------------------ | ----------------------------------------- | --------------------------------------------------------------------------------------- |
| CAM 12             | Kid's Cove                                | Kid's Cove är Mangles startplats.                                                       |
| CAM 11             | Prize Corner                              | Prize Corner är Puppets startplats och även den plats som speldosan ligger på.          |
| CAM 10             | Game Area                                 | Game Area är Balloon Boys startplats.                                                   |
| CAM 09             | Show Stage                                | Show Stage är Toy Freddys, Toy Chicas och Toy Bonnies startplats.                       |
| CAM 08             | Parts/Service                             | Parts/Service är Chicas, Bonnies, Freddys, Foxys och Golden Freddys startplats.         |
| CAM 07             | Main Hall                                 |                                                                                         |
| CAM 06             | Right Air Vent (högra ventilationsröret)  | Toy Bonnie, Mangle och gamla Chica använder detta rör för att komma till spelaren.      |
| CAM 05             | Left Air Vent (vänstra ventilationsröret) | Toy Chica, Balloon Boy och gamla Bonnie använder detta rör för att komma till spelaren. |
| CAM 04             | Party Room 4                              |                                                                                         |
| CAM 03             | Party Room 3                              |                                                                                         |
| CAM 02             | Party Room 2                              |                                                                                         |
| CAM 01             | Party Room 1                              |                                                                                         |

### Easter Eggs

#### Ögonlösa animatroniska djur
Under väldigt ovanliga tillfällen kan spelaren uppleva en Easter Egg där ett ögonlöst animatronisk djur dyker upp på skärmen. Animatroniska djuret täcker en stor del av skärmen och står kvar i ungefär 10 sekunder samtidigt som spelaren hör ett ljud (samma ljud hörs när spelaren inte kan lysa in i korridoren). Första spelet har något liknande, en ögonlös Bonnie som spelaren kan träffa på när spelaren dör en natt som står tyst i ungefär 10 sekunder innan spelaren återvänder till huvudmenyn. Det är tre olika animatroniska djur som kan dyka upp: Toy Bonnie, Gamla Freddy och Foxy.
- Toy Bonnie dyker upp slumpmässigt när spelaren dör en natt.
- Foxy dyker upp slumpmässigt när spelaren startar en natt.
- Freddy dyker upp slumpmässigt när spelaren startar spelet.[33]

#### Shadow Bonnie
Under väldigt ovanliga tillfällen kan spelaren uppleva en Easter Egg mitt under spelandet, där en svart siluett av Toy Bonnie dyker upp stående på vänstra sidan av kontoret. Denna Easter Egg kan göra så att spelet kraschar och stänger av sig om man kollar på det för länge. Om spelaren någonsin ser Shadow Bonnie i kontoret har spelaren två alternativ: 
- Riktigt snabbt sätta på Freddymasken och vänta tills Shadow Bonnie tonar bort.
- Riktigt snabbt gå tillbaks till övervakningskamerorna, när spelaren går bort från övervakningskamerorna kommer Shadow Bonnie att vara borta och spelet kommer inte att krascha.[33]

#### Purple/Shadow Freddy
Under väldigt ovanliga tillfällen kan spelaren uppleva en Easter Egg där spelaren ser en mörk modell av Golden Freddy sittande i Parts/Service. Om spelaren kollar på det för länge kommer spelet att krascha och stänga ner sig.

#### Robotskelett
Under väldigt ovanliga tillfällen kan spelaren uppleva en Easter Egg där spelaren ser en robotskelett i Prize Corner och i det vänstra ventilationsröret i övervakningskamerorna. Detta Easter Egg kan inträffa vilken tid som helst, men chanserna blir större efter att speldosan tar slut innan Puppet lämnar Prize Corner. Det finns en teori om att robotskelettet är Golden Freddy utan sin kostym.
Ibland när robotskelettet är i det vänstra ventilationsröret kan den förhindra Toy Chica, Gamla Bonnie och BB att krypa in i röret.

#### En rosa modell av Balloon Boy under skrivbordet (Balloon Girl JJ)
Under väldigt ovanliga tillfällen kan spelaren uppleva en Easter Egg där spelaren se en rosa modell av BB under skrivbordet i kontoret. Detta Easter Egg påverkar inte spelaren. Detta Easter Egg är väldigt lätt att missa (om man inte söker efter det). Den här versionen av BB finns i ''FNaF World'' och heter då JJ.

#### Balloon Boy Pappersdocka
I Party Room 4 finns pappersdockor som föreställer BB, Bonnie och Freddy. Ibland kan dock pappersdockan på BB vara borta och ha förflyttats till kontoret, alldeles bredvid korridoringången. En av de animatroniska varelserna kommer till Party Room 4, det kan vara Gamla chica, eller Toy Bonnie, hänger upp pappersdockan när det är som mörkast så spelaren inte ser Toy Bonnie hänga upp den.

#### Puppets ansikte
Efter att The Puppet rymt från speldosan finns det små tidsperioder där man kan se Puppets ansikte i väldigt små tidpunkter i Main Hall (övervakningskamera CAM 07). För att hitta Puppets ansikte måste spelaren använda lampan i övervakningskamerorna i Main Hall. Om spelaren lyckas hitta en av dessa tidpunkter kommer all brus i övervakningskamerorna för tillfället att försvinna och man kan sedan se Puppets ansikte (ibland också Puppet stående).

#### Freddys näsa
På vänstra sidan av kontoret finns där en affisch på Toy Chica, Toy Bonnie och Toy Freddy. Varje gång spelaren klickar på Toy Freddys näsa kommer spelaren höra ett tutande ljud.

## Minispel
Ibland när spelaren dör i en natt kan spelaren träffa på minispel som spelaren får spela. Det finns 4 olika minispel som kan dyka upp. Minispelen i detta spel påminner mycket om spelen för Atari 2600. Spelaren använder tangentknapparna W, A, S och D för att styra karaktären i minispelet. W för framåt, S för neråt, A för vänster och D för höger.

### Save Them
I detta minispelet får spelaren spela som Freddy Fazbear som ser ut att inte ha hatt och fluga vilket Freddy normalt har. Freddy får följa efter The Puppet. Efter att Freddy följt Puppet till två gardiner som leder till ett annat rum så är minispelet över och spelaren kan fortsätta spela som vanligt.
Under ovanliga tillfällen kan Purple Guy dyka upp i det sista rummet och kommer sedan försöka jaga spelaren tills Purple Guy kommer i kontakt med Freddy. Om det inträffar kommer skärmen bli svart med texten "you can't" längst ner till vänster av skärmen. Spelet kommer sedan att krascha.

### Give Gifts, Give Life
I detta minispelet får spelaren spela som The Puppet. Puppet måste ge presenter till fyra varelser som ser ut som döda barn. Efter det måste Puppet ge de döda barnen animatroniska djuransiktsmasker av Freddy Fazbear, Bonnie, Chica och Foxy. Efter det syns ett femte dött barn i mitten på skärmen direkt innan Golden Freddys animation på när han skrämmer spelaren spelas upp. Efter det kan spelaren fortsätta spela som vanligt.

### Take Cake to the Children
I detta minispel får spelaren spela som Freddy Fazbear som får ge en kaka till sex barn (två barn i mobilversionen). Om spelaren inte ger kaka till barnen i tid kommer de först att bli röda vilket betyder att de är irriterade över att de inte får kaka, om de fortfarande inte får kaka kommer de att bli starkt rött som betyder att de är riktigt arga. Spelaren kommer att så småningom att bli långsammare och långsammare på att förflytta sig.
Utanför kan spelaren se ett barn gråta, samtidigt som en lila bil stannar hos det gråtande barnet. Ur bilen stiger Purple Guy och dödar det gråtande barnet. Purple Guy kör sedan iväg. Efter att Purple Guy lämnat skärmen kommer Puppets animation på när han skrämmer spelaren att spelas upp. Efter det kommer spelaren kunna fortsätta att spela som vanligt.

### Unnamed Foxy Minigame
I detta spelet får spelaren spela som Foxy. Foxy startar i Pirate Cove, efter Foxy lämnat Pirate Cove kommer spelaren kunna se fem barn som firar hans ankomst. Spelaren måste upprepa det två gånger till. Den tredje gången kan spelaren se Purple Guy i hörnet av rummet. Efter att Foxy lämnat Pirate Cove är alla fem barnen döda. Efter det kommer Foxys animation på när han skrämmer spelaren att spelas upp. Spelaren kan sedan fortsätta att spela som vanligt. 

## Custom Night
Custom Night finns även i det här spelet. I Custom Night får spelaren spela 10 olika utmaningar på att klara nätterna. Om spelaren klarar utmaningarna får spelaren en liten present. Vilken present spelaren får beror på vilken utmaning spelaren klarar. Spelaren kan inte välja The Puppets svårighetsgrad i Custom Night. Det finns inställningar från 0-20, 0 är inte aktiv och 20 är som mest aktiv. Foxy är fortfarande aktiv om han är på nivå 0.
| Utmaning                        | Present                                                            | Svårighetsgrad inställningar                                                                 |
| ------------------------------- | ------------------------------------------------------------------ | -------------------------------------------------------------------------------------------- |
| 20/20/20/20 (även 4/20 mode)    | En tredje stjärna på huvudmenyn.                                   | Alla gamla animatroniska djur från Five Nights at Freddy's på grad 20.                       |
| New & Shiny                     | En leksaksmodell av Toy Bonnie på skrivbordet i kontoret           | Alla nya animatroniska varelser på nivå 10.                                                  |
| Double Trouble                  | En leksaksmodell av gamla Bonnie på skrivbordet i kontoret         | Toy Bonnie och gamla Bonnie på nivå 20.                                                      |
| Night of Misfits                | En leksaksmodell av Balloon Boy på skrivbordet i kontoret          | Balloon Boy och Mangle på nivå 20 och Golden Freddy på nivå 10.                              |
| Foxy Foxy                       | En leksaksmodell av Foxy på skrivbordet i kontoret                 | Foxy och Mangle på nivå 20.                                                                  |
| Ladies Nights                   | En leksaksmodell av gamla Chica på skrivbordet i kontoret          | Toy Chica, Chica och Mangle på nivå 20.                                                      |
| Freddy's Circus                 | En leksaksmodell av gamla Freddy Fazbear på skrivbordet i kontoret | Toy Freddy och Freddy Fazbear på nivå 20 och Balloon boy, Foxy och Golden Freddy på nivå 10. |
| Cupcake Challenge               | En leksakscupcake på skrivbordet i kontoret                        | Alla animatroniska varelser på nivå 5.                                                       |
| Fazbear Fever                   | En mikrofon på skrivbordet i kontoret                              | Alla animatroniska varelser på nivå 10.                                                      |
| Golden Freddy (även 10/20 Mode) | En leksaksmodell av Golden Freddy på skrivbordet i kontoret        | Alla animatroniska djur i spelet på nivå 20.                                                 |